# Martha M. Place
Martha M. Place (Municipio de Readington, 18 de septiembre de 1849 - Ossining, 8 de abril de 1899) fue la primera de las 26 mujeres (incluyendo una menor de edad) que murieron en la silla eléctrica en Estados Unidos. Fue sentenciada el 20 de marzo de 1899 y la ejecución se realizó el 8 de abril del mismo año, en la prisión de Sing Sing, responsabilizada por el asesinato de su hijastra, Ida Place.

## Antecedentes
Martha M. Place nació con el nombre Martha "Mattie" Garretson el 18 de septiembre de 1849 en Nueva Jersey. Martha Place fue golpeada por un trineo a los 23 años, su hermano alegó que ella nunca se recuperó completamente y que aquel accidente la dejó mentalmente inestable. Martha se casó con el viudo William Place en 1893, quien tenía una hija llamada Ida de 10 años, de su matrimonio anterior. William se casó con Martha para que ella le ayudara a criar a su hija, aunque luego se rumoreó que Martha estaba celosa de Ida. William llamó a la policía al menos una vez para arrestar a su mujer por amenazar de muerte a su hija.

## Crimen
El 7 de febrero de 1899, William Place llegó a su hogar en Brooklyn, Nueva York y fue atacado por Martha, quien sostenía un hacha. Place pidió ayuda y cuando la policía llegó, el ensangrentado cuerpo de Ida, de 17 años de edad, fue encontrado bajo una cama, su boca quemada por haber sido forzada a ingerir ácido. La evidencia indicaba que Ida había sido asfixiada hasta morir.

## Juicio
Martha proclamó su inocencia mientras esperaba el juicio. Un periódico de la época describe a la acusada de esta forma: "Es un poco alta y reservada, con un pálido y afilado rostro. Su nariz es larga y puntiaguda, su mentón afilado y prominente, sus labios delgados y su frente replegada. Hay algo en su rostro que recuerda al de una rata, y los brillantes, pero cambiantes ojos, de alguna forma fortalecen esa impresión".
Fue hallada culpable del asesinato de su hijastra, Ida, y sentenciada a muerte el 20 de marzo de 1899. Su marido fue un testigo clave en su contra.

## Ejecución
Como nunca antes había sido ejecutada una mujer en la silla eléctrica, los responsables de garantizar la muerte se vieron obligados a concebir una nueva forma de ponerle los electrodos. Decidieron rasgar su vestido (largo hasta los pies como fue la moda hasta principios del siglo XX) y colocar el electrodo en el tobillo. Previamente su cabello había sido cortado. El ejecutante fue Edwin Davis. De acuerdo a los testimonios de varios testigos, murió instantáneamente. 
El gobernador del Estado de Nueva York, Theodore Roosevelt fue requerido para el perdón de Place, pero se negó. Martha Place fue enterrada en el cementerio familiar en East Millstone, Nueva Jersey, sin ceremonias religiosas.
Place fue la primera mujer en morir en la silla eléctrica, aunque fue la tercera en haber sido sentenciada a muerte por este método. La primera fue la asesina serial Lizzie Halliday (condenada en 1894 pero su sentencia fue conmutada y permaneció en una institución mental) y María Barbella, sentenciada en 1895 pero su sentencia fue conmutada al año siguiente.